# Magnivray
Magnivray település Franciaországban, Haute-Saône megyében. Lakosainak száma 164 fő (2022. január 1.). Magnivray La Bruyère, Belmont, Citers, La Corbière, Esboz-Brest és Rignovelle községekkel határos.

## Népesség
A település népességének változása:
| Lakosok száma | 168  | 167  | 171  | 168  | 168  | 168  | 167  | 166  | 164  |
|               | 2013 | 2015 | 2016 | 2017 | 2018 | 2019 | 2020 | 2021 | 2022 |